# Solec (powiat gostyniński)
Solec – wieś w Polsce położona w województwie mazowieckim, w powiecie gostynińskim, w gminie Gostynin.

## Historia
Wieś szlachecka położona była w drugiej połowie XVI wieku w powiecie gostynińskim ziemi gostynińskiej województwa rawskiego.
W czasach Królestwa Polskiego istniała gmina Solec.
W latach 1975–1998 miejscowość należała administracyjnie do województwa płockiego.

## Architektura
We wsi znajduje się, zbudowany w latach 1891–1902, kościół św. Wojciecha.